# Sofia Cerveira
Sofia Cerveira (Lisboa, 25 de fevereiro de 1975) é uma apresentadora de televisão e atriz portuguesa.

## Biografia

### Carreira
Sofia Cerveira nasceu no dia 25 de fevereiro de 1975 em Lisboa. 
Desde muito nova gostava de comunicar, até que em 1996 foi apurada num casting que concorreu para apresentar a Meteorologia na RTP1, ao lado de nomes como Adelaide de Sousa, Pedro Reis ou Paula Castelar. Um anos depois, em 1997, reforça a equipa do programa da RTP, Reis do Estúdio onde mais tarde apresentava as galas do formato. 
Ganhou mais popularidade perante o público, em 1999, ao apresentar Os Destinos de Sofia, a convite da antiga Diretora de Programas da RTP, Maria Elisa Domingues. 
Em 2000, entra na SIC pelas mãos de Emídio Rangel, onde tem apresentado vários programas do canal como E-Especial, ao lado de Ricardo Pereira e emissões especiais, como a Passadeira Vermelha dos Globos de Ouro, entre outros.  Integrou a equipa fundadora da SIC Notícias, onde apresentou o programa Caras Notícias.
Enquanto atriz, em 2012, entra na novela da SIC Dancin' Days, dando vida a Bárbara Andrade. Dois anos mais tarde integra o elenco da novela da sucesso Mar Salgado, para o mesmo canal.
Em 2025 é anunciado pela imprensa nacional que Sofia Cerveira cessa o seu contrato com a SIC.

### Vida Pessoal
Namorou durante seis anos com André Sampaio, filho do antigo Presidente da República Portuguesa, Jorge Sampaio, falecido em setembro de 2021. 
Desde 2015 que namora com o ator Gonçalo Diniz, com quem tem uma filha, Vitória, nascida em 2016. 

## Televisão
Em televisão participou como apresentadora e atriz nos seguintes projetos: 
| Ano         | Projeto                                       | Função | Canal        |
| ----------- | --------------------------------------------- | --- | ------------ |
| 1996        | Meteorologia                                  | Apresentadora | RTP1         |
| 1997        | Reis do Estúdio                               | Apresentadora | RTP1         |
| 1999        | Os Destinos de Sofia                          | Apresentadora | RTP1         |
| 2001        | Caras Notícias                                | Apresentadora | SIC Notícias |
| 2003 - 2008 | Cartaz Cultural                               | Apresentadora | SIC          |
| 2003        | Êxtase                                        | Apresentadora | SIC          |
| 2006        | Exclusivo                                     | Repórter | SIC          |
| 2008        | E-Especial                                    | Apresentadora, ao lado de Miguel Domingues                                                                                      | SIC          |
| 2008 - 2025 | E-Especial                                    | Apresentadora, ao lado de Ricardo Pereira                                                                                       | SIC          |
| 2008 - 2023 | Festival Internacional de Circo de Montecarlo | Apresentadora, ao lado de José Figueiras                                                                                        | SIC          |
| 2010        | Tás Aqui, Tás Apanhado                        | Apresentadora, ao lado de Nuno Graciano                                                                                         | SIC          |
| 2010 - 2024 | Globos de Ouro                                | Apresentadora da Passadeira Vermelha, ao lado de de Ricardo Pereira (2010-2021 / 2023), Lourenço Ortigão (2022) e a solo (2024) | SIC          |
| 2012 - 2013 | Dancin' Days                                  | Atriz, no papel de Bárbara «Babi» Andrade (Elenco Principal)                                                                    | SIC          |
| 2013 - 2015 | Passadeira Vermelha                           | Apresentadora | SIC Caras    |
| 2014 - 2015 | Mar Salgado                                   | Atriz, no papel de Joana Alves (Elenco Adicional)                                                                               | SIC          |
| 2015        | O Mundo dos Óscares                           | Apresentadora, ao lado de Rui Pedro Tendinha                                                                                    | SIC Caras    |
| 2015        | Festa de Verão SIC/ Caras                     | Apresentadora, ao lado de Diogo Morgado                                                                                         | SIC          |
| 2018        | Alô Portugal                                  | Apresentadora substituta, nas ausências de José Figueiras                                                                       | SIC          |
| 2020        | Casa Nova, Vida Nova                          | Apresentadora | SIC          |
| 2021        | Estamos em Casa                               | Apresentadora | SIC          |
| 2023        | Casa Feliz                                    | Apresentadora da rubrica "Viral"                                                                                                | SIC          |

## Cinema
| Ano  | Projeto     | Papel             |
| ---- | ----------- | ----------------- |
| 2013 | O Despertar | Enfermeira Nicole |